# Schwimmschule Steyr

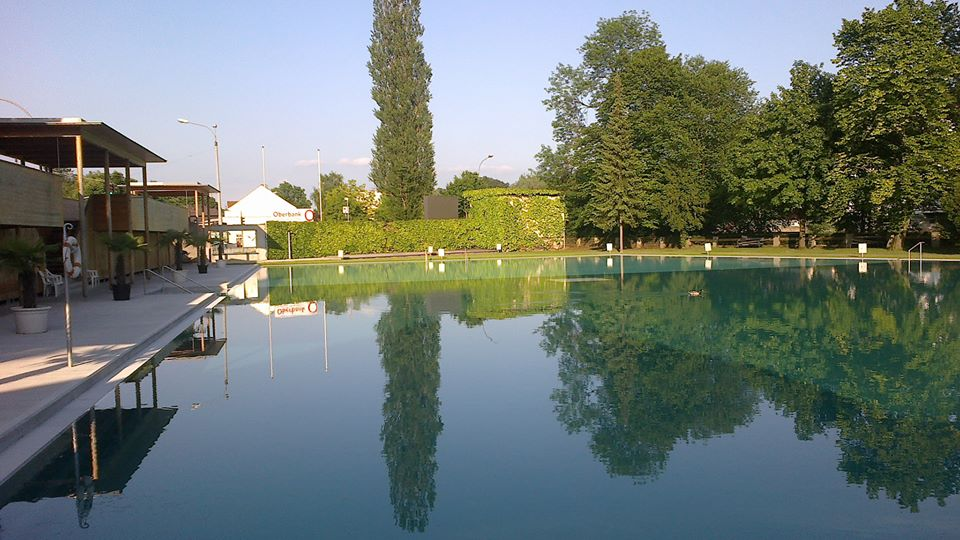
Das Sportbecken im Jahr 2013

Die Steyrer Schwimmschule, das älteste Freibad für Arbeiter Europas,
wurde ursprünglich von Direktor Josef Werndl (Geschäftsmann und Waffenproduzent, Steyr Daimler Puch AG) für Werksarbeiter der Steyr-Werke im Jahre 1874 im Wehrgraben als Josef Werndl’sche Schwimm- & Badeanstalt neu errichtet und besteht in seiner heutigen Form mit dem Namen „Schwimmschule“ seit 1950. Seit dem Jahrhunderthochwasser 2002 wurde sie in mehreren Etappen modernisiert.

## Geschichte

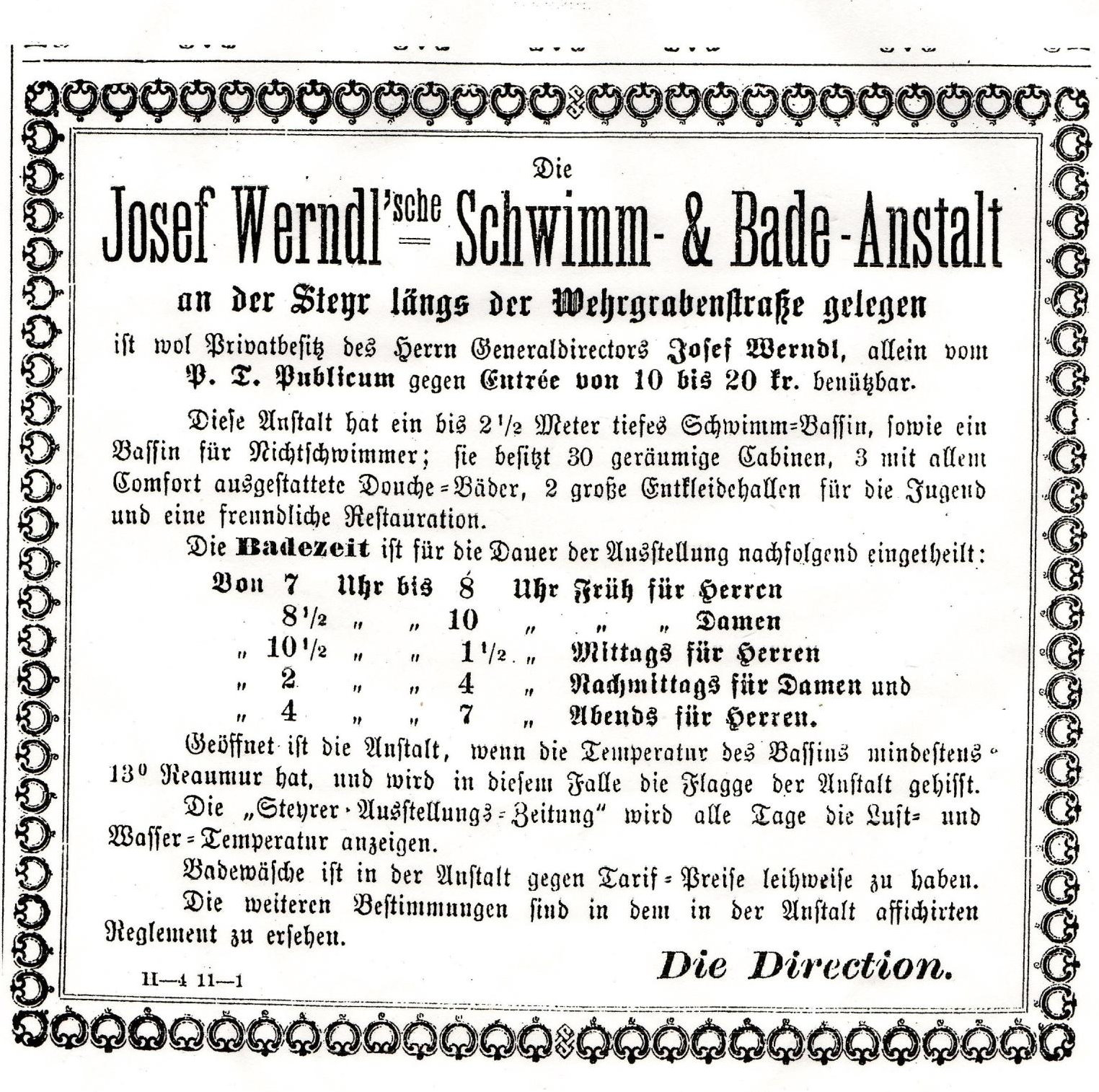
Historische Preisliste aus dem Jahre 1884

Schon früher, im Jahre 1863, hatte Josef Werndl für seine Arbeiter an der Direktionsstraße die ursprüngliche Schwimmschule errichtet, die 1873 aufgrund eines Fabrikbaus an dem Standort aufgelassen wurde. 1874 schuf Werndl als Ersatz eine neue Badeanstalt, wozu der Zimmermeister und späterer Maschinenfabrikant Josef Huber den Plan lieferte. Die ursprünglich U-förmige Anlage, von der nur noch das Becken vorhanden ist, bestand aus einem Eingangspavillon, einem Restaurantgebäude und einem langgestreckten Kabinentrakt mit einem in der Mitte liegenden „Salon“. Der Holzfachwerkbau mit Ziegelausmauerung war in seiner architektonischen Gestaltung ein Mittelding zwischen Kur- und Industriebau. Die Anstalt war sowohl dem Schwimm- als auch dem Eislaufsport gewidmet. Schwimmsaison war damals von April bis inklusive September, Eislaufsaison von Oktober bis inklusive März. Im Mai 1950 wurde die Schwimmschule durch die Steyr-Daimler-Puch AG wiedereröffnet, nachdem die eingebrochene Mauer entlang der Steyr erneuert, das Kinderplanschbecken mit Filteranlagen ausgestattet und die Schwimmbecken völlig neu angelegt worden waren. 1961 wurde das Bad modernisiert. Dabei verschwand das Eingangsgebäude an der Schwimmschulstraße.
Bürgermeister Leithenmayr war treibende Kraft für das Bestehen und die Erneuerung der Schwimmschule – dem ältesten Arbeiterbad Europas in Steyr.
Mit dem Schenkungsvertrag von der SDP-Landholding GmbH an den von ihm gegründeten Verein „der Freunde der Schwimmschule in Steyr“ wurde der Weiterbestand des Bades auch für die nahe Zukunft abgesichert.
Die Renovierungsarbeiten des ältesten Freibades Europas wurden 2013 abgeschlossen. Im Zuge dieser Modernisierung wurde der Kabinentrakt (2002), das Kästchen- & Sanitärgebäude, der Eingangsbereich
samt Kasse (2004–06), Sammelkabinen nebst Terrasse (2008), das Kinderbecken mit Rutsche (2010) sowie
ein neues Buffet mit Terrasse, welches direkt am Steyrer Fluss gelegen ist und das große Sportbecken (2012) umfangreich saniert.

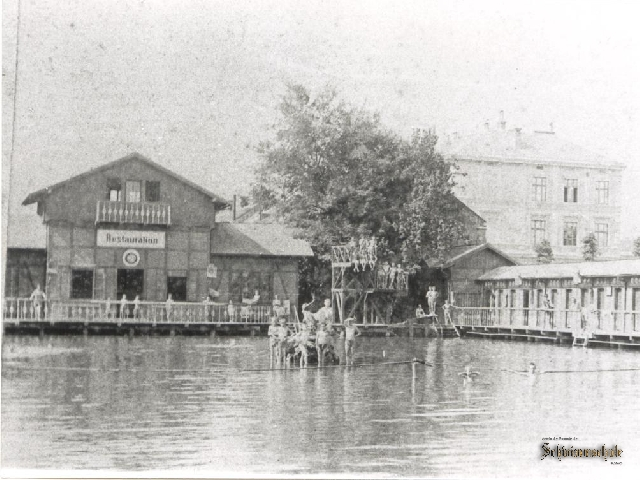
1898
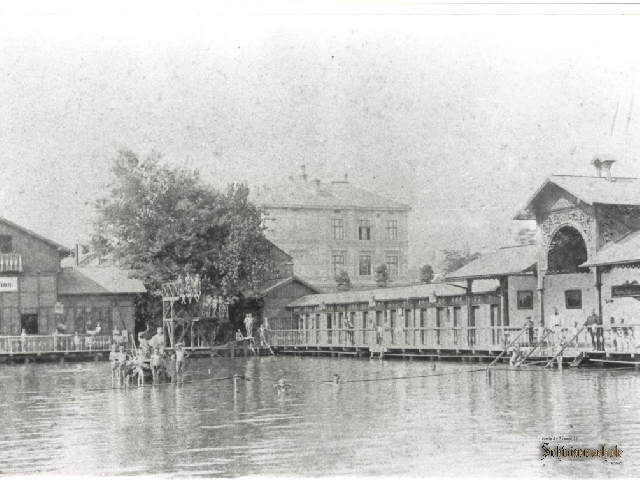
1898
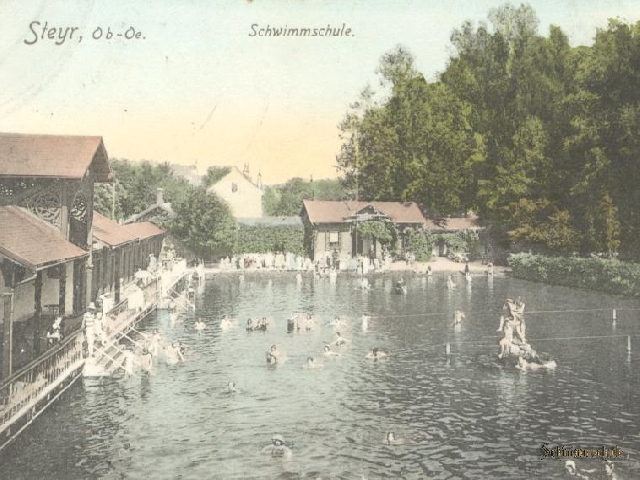
30er Jahre
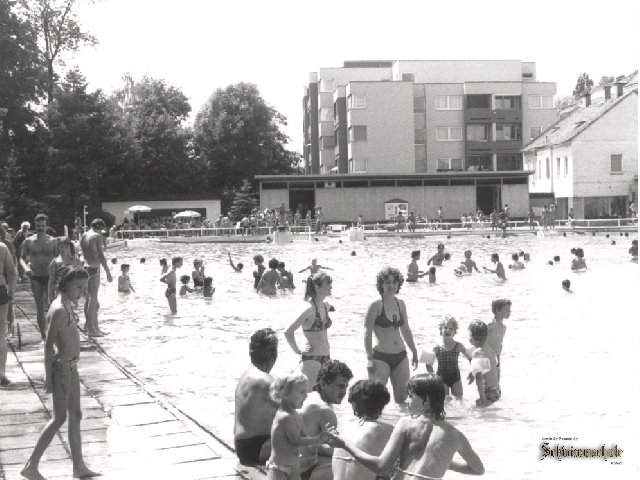
80er Jahre
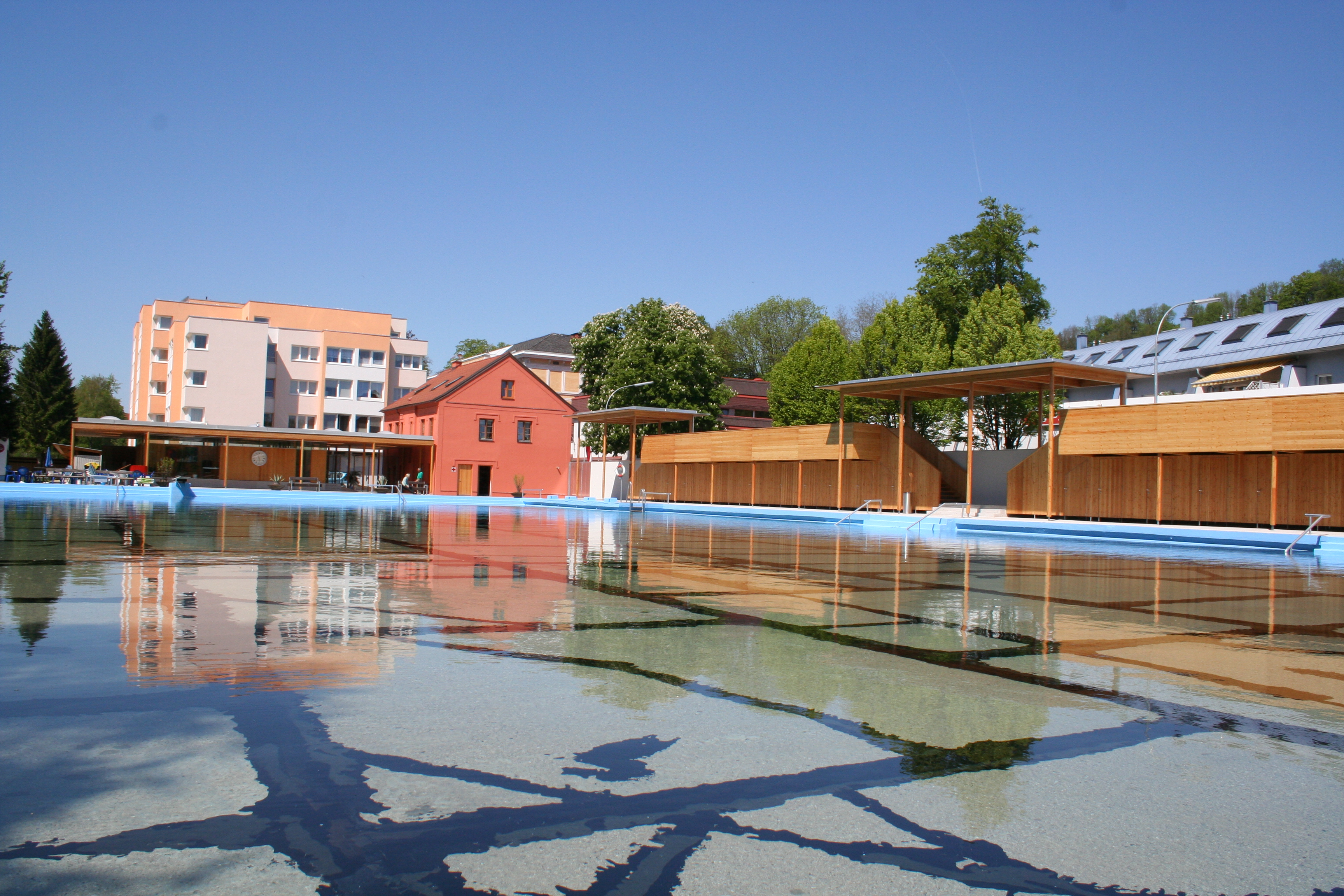
2008 nach den Umbauetappen, noch vor der Sanierung des Schwimmbeckens

### Historische Chronologie
- 1863 baut Josef Werndl auf dem Kohlanger an der Direktionsstraße bei der Wehrgrabenwehr eine Schwimmschule für seine Arbeiter.
- 1873 wird an dieser Stelle das Objekt VI der Waffenfabrik errichtet.
- 1874 erbaut Josef Werndl über Ersuchen der Stadt Steyr als Ersatz eine neue Schwimmschule an der heutigen Adresse als „Josef Werndl'sche Schwimm- und Badeanstalt“, das älteste europäische Arbeiterbad.
- 1950 wird die Schwimmschule nach einer Renovierung wieder eröffnet.
- 1961 entsteht durch eine umfangreiche Modernisierung ein neues Aussehen der Schwimmschule durch Architekt Helmut Reitter.
- 1999 kauft der Verein der Freunde der Schwimmschule in Steyr das Areal um einen österreichischen Schilling.
- 2000 Schenkungsvertrag von SDP Landholding GmbH
- 2003 beauftragt der Bürgermeister der Stadt Steyr, Hermann Leithenmayr, die Welser Architekten Luger & Maul mit der Umsetzung einer zeitgemäßen Rückführung der Architektur und Verbesserung der Funktionen der Schwimmschule, die durch das Hochwasser 2002 zerstörten Umkleidekabinen werden durch einen zeitgemäßen Kabinentrakt ersetzt.
- 2007 entsteht die neugestaltete Schwimmschule mit Umkleidekabinen und sanitären Einrichtungen, Eingangsbereich mit Kassenraum, Sonnenterrassen und Galerie, Revitalisierung des Altbaus.
- 2009 Errichtung des Kinderbeckens
- 2012 wird mit dem Neubau eines Buffets am Uferdamm der Steyr begonnen.
- 2013 Abschluss der Bauarbeiten und Sanierung des Schwimmbeckens

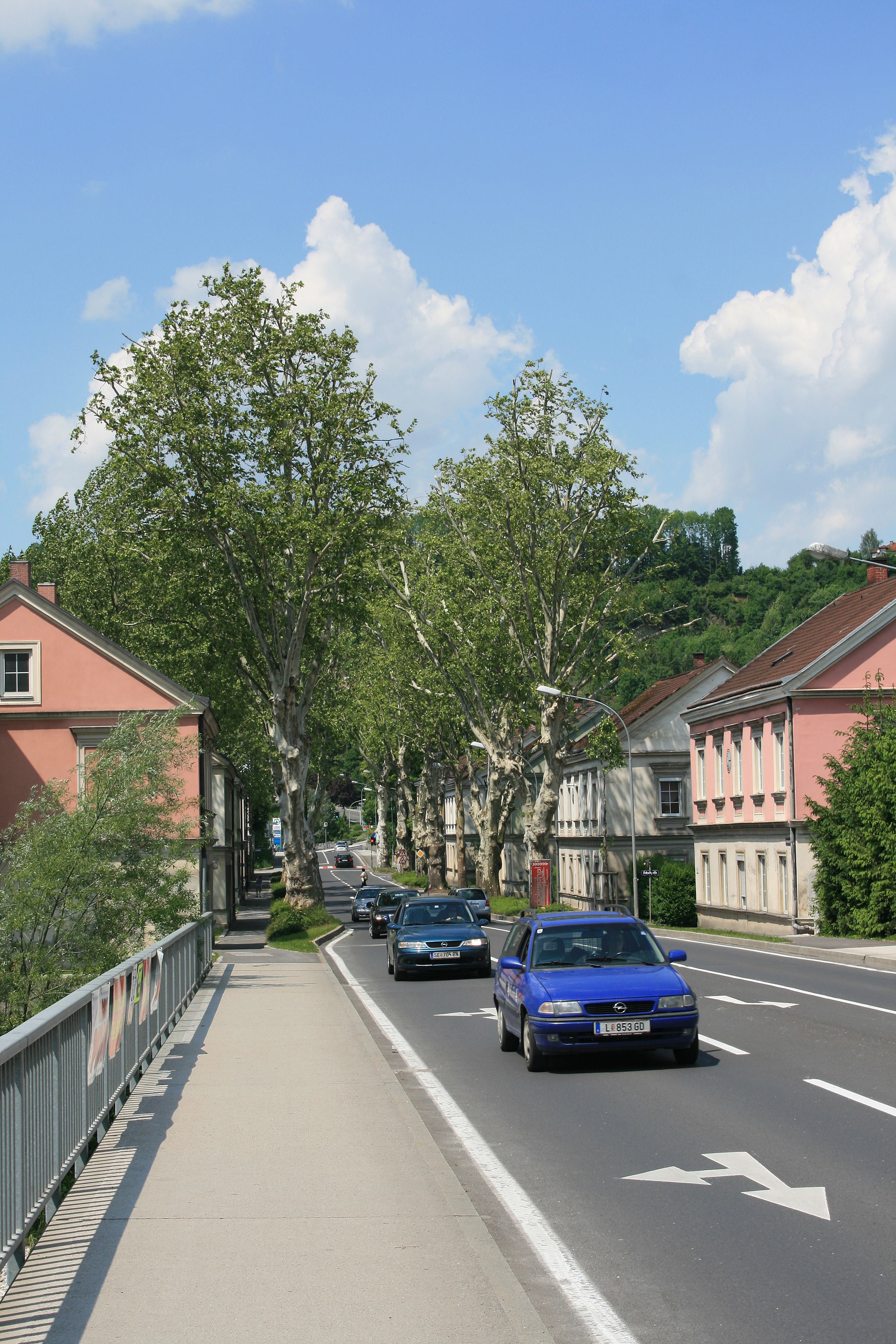
Die nach dem Bad benannte Schwimmschulstraße führt von der Wehrgraben- bis zur Schweizergasse

Im Jahre 1999 verkaufte Frank Stronach für die Steyr-Daimler-Puch AG die defizitäre Badeanstalt an den neu gegründeten „Verein Freunde der Schwimmschule“ um einen österreichischen Schilling.
Der Gründer des Vereins ist Altbürgermeister der Stadt Steyr Hermann Leithenmayr, der zugleich auch als Obmann fungierte. Nach seinem Ableben im Jahr 2010 übernahm diese Tätigkeit der Altvizebürgermeister Gerhard Bremm. Die Geschäftsführung hat der ehemalige Direktor der Stadtwerke Steyr Karl Zeilinger inne.
Die Stadt Steyr unterstützt den Verein der „Freunde der Schwimmschule“ maßgeblich, damit die Steyrer Schwimmschule erhalten bleibt. Jährlich werden sogenannte lebende Subventionen genehmigt, die neue Investitionen im laufenden Betrieb abdecken sollen. Die Lohnabrechnung und der reibungslose Schwimmschulbetrieb wird kostenfrei vom Steyrer Magistrat durchgeführt.
Im Zuge der Renovierungsarbeiten erhielt die Schwimmschule weitere Preise, Ehrungen und Anerkennungen. Unter anderem beim Staatspreis 2015, verliehen an den Verein der Freunde der Schwimmschule in Steyr vom Bundesministerium für Wissenschaft, Forschung & Wirtschaft, beim oberösterreichischen Holzbaupreis 2007 sowie beim Architekturpreis 2009 der Region. Der Bauherrenpreis 2015 erging an das Architektenteam Luger & Maul, welches sich für die Projektplanung verantwortlich zeichnet.
Die Schwimmschule in Steyr wurde für ihre erfolgreiche Revitalisierung auch in Folgejahren ausgezeichnet, darunter eine weitere Nominierung für den Staatspreis für Architektur im Jahr 2021 sowie den Bauherrenpreis.
Die Schwimmschule soll in Zukunft eventuell zu einem historischen Naturbad umgebaut werden.
Franz Kaiser, Rettungsschwimmer und nunmehr ehemalige Schwimmmeister lehnte die Pläne ab, die Einrichtung in einen Naturbadeteich umzuwandeln. Er zog es vor, den traditionellen Charakter und das kühle Wasser für die Schwimmer zu bewahren. Über 40 Jahre lang widmete er sich seinem Beruf als Schwimmmeister und sorgte für die Instandhaltung und Sicherheit des Schwimmbads.
Im Jahr 2024 nahm er gemeinsam mit seinem Nachfolger, René Kaiser, operativer Betriebsleiter, den "Steyrer Bummerl"-Preis der Stadt Steyr entgegen, der anlässlich der Feier zum 150-jährigen Jubiläum des Bestehens der Schwimmschule Steyr durch Bürgermeister Markus Vogl überreicht wurde.

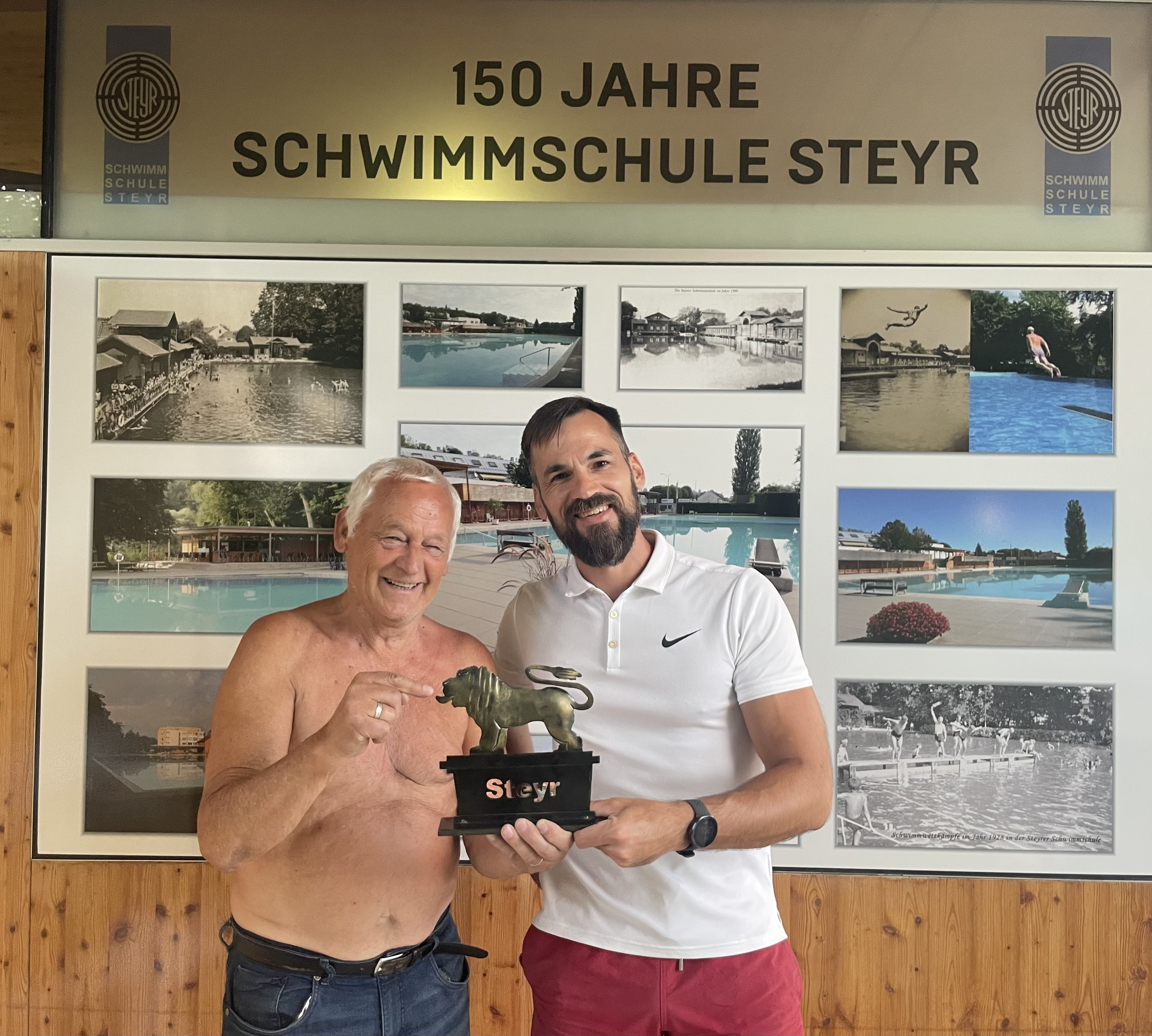

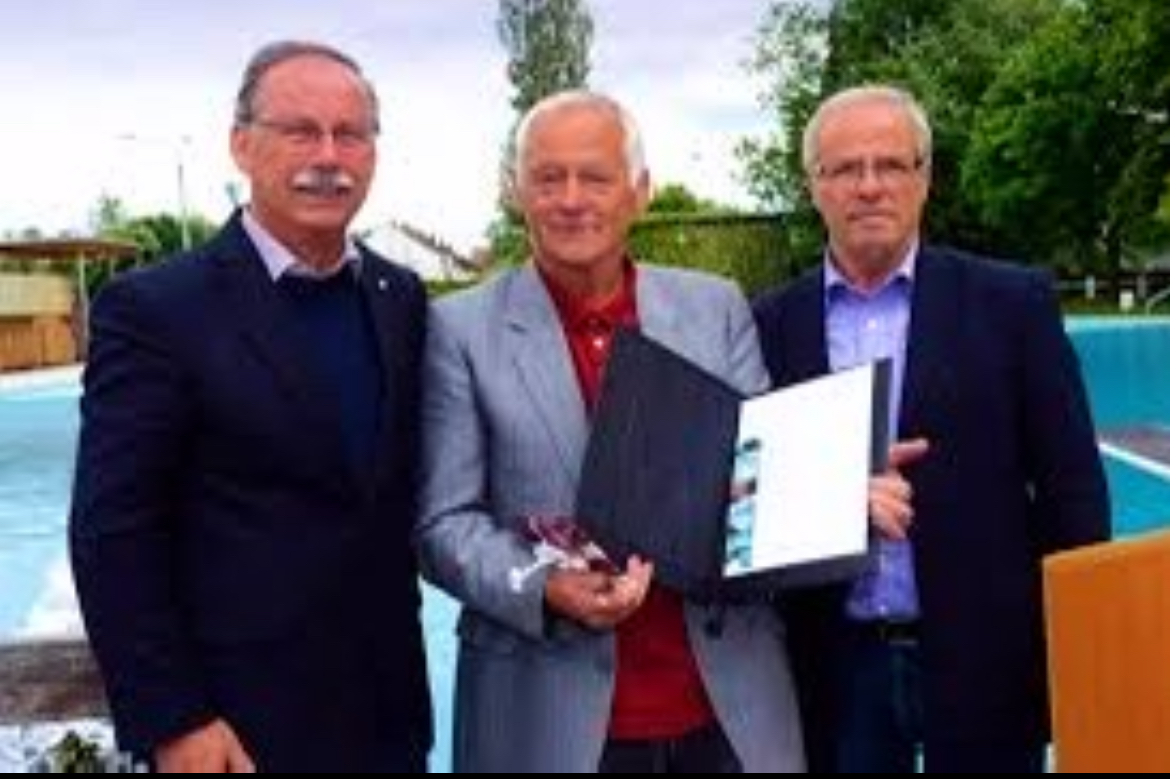
Ehrung Franz Kaiser durch Altbürgermeister der Stadt Steyr Gerald Hackl und Altvizebürgermeister Gerhard Bremm.